# Re (Piemont)
Re település Olaszországban, Piemont régióban. Lakosainak száma 703 fő (2023. január 1.). Re Craveggia, Malesco, Villette, Onsernone, Centovalli és Valle Cannobina községekkel határos.

## Népesség
A település népességének változása:
| Lakosok száma | 767  | 759  | 703  |
|               | 2017 | 2018 | 2023 |